# Attu (Grönland)
Attu [ˈatːu] (nach alter Rechtschreibung Agto) ist eine grönländische Siedlung in der Kommune Qeqertalik im Distrikt Kangaatsiaq.

## Lage
Attu ist die südlichste bewohnte Ortschaft der Kommune und liegt auf der gleichnamigen Insel. Das durch den Fjord Attup Imaa getrennte acht Kilometer weiter südlich gelegene Aqisserniaq ist mittlerweile verlassen. Die nächste Siedlung ist das nordnordöstlich gelegene Ikerasaarsuk in 23 km Entfernung.

## Geschichte
Attu liegt nördlich der im 18. Jahrhundert stark bewohnten Gegend rund um die Kolonie Gamle Egedesminde, aber vermutlich war Attu selbst zu dieser Zeit unbewohnt.
Attu wurde im Jahr 1818 mit dem Status einer Anlage gegründet und ersetzte einen zuvorigen Garnfangversuch auf der westlich gelegenen Insel Uummannaq (Rifkol). 1821 hatte Attu 20 Einwohner, während in Akunnaaq südlich von Rifkol 44 Einwohner gab. 1829 gab es in Attu ein verkleidetes grönländisches Wohnhaus für den Unterassistenten, ein Fachwerkhaus mit Holzverkleidung als Lager und Laden, einen Schuppen und ein Speckhaus als Torfmauerhaus. Zu dieser Zeit hatten Attu, Ikerasak, Upernaviarsuk und Nasersorfik zusammen 119 Einwohner. 1831 waren Ikerasak und Upernaviarsuk unbewohnt und Nasersorfik und Attu hatten zusammen 68 Einwohner.

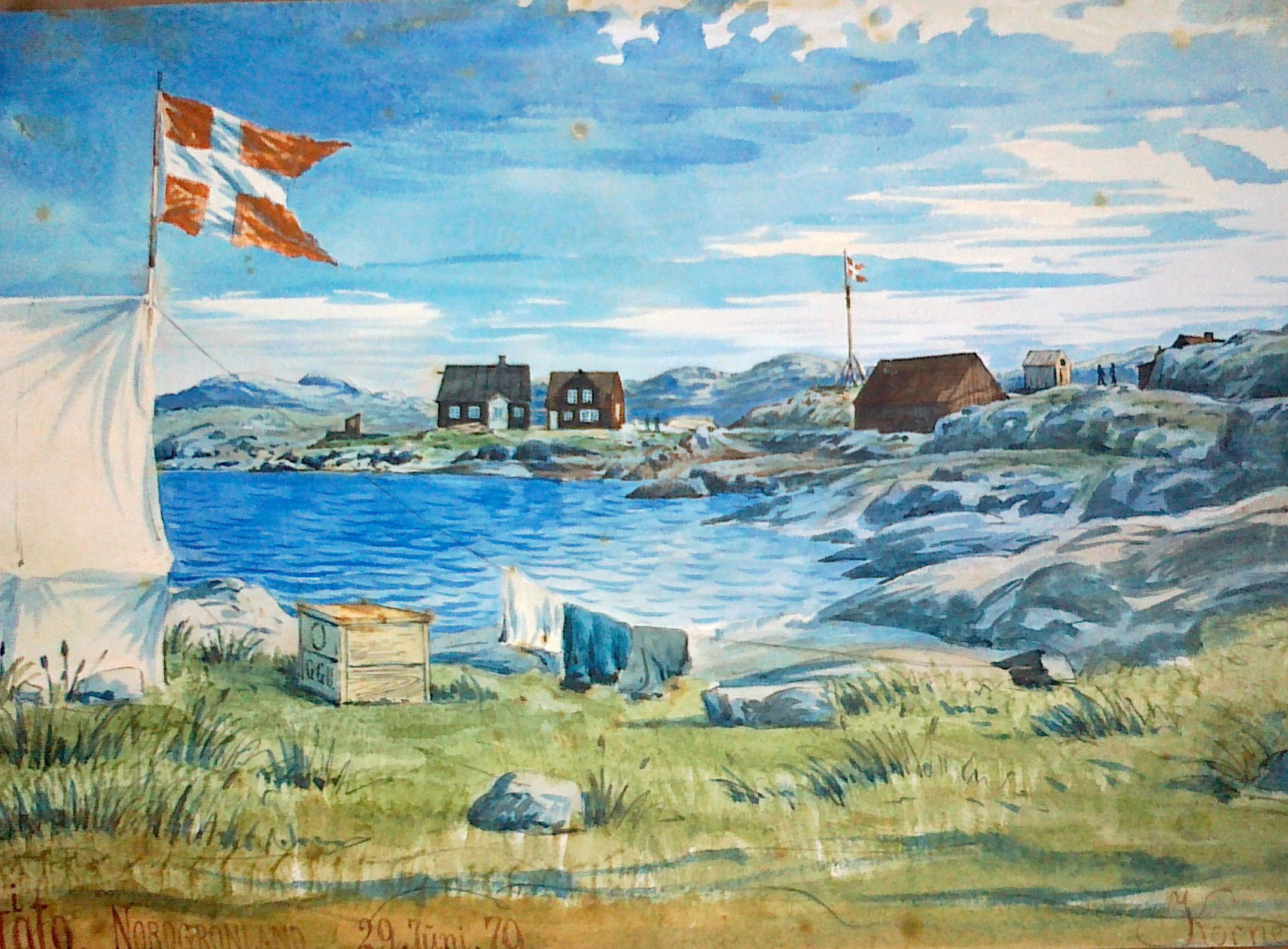
Attu, Aquarell von Andreas Kornerup von 1879

1850 wurde Attu zum Udsted ernannt. In diesem Jahr hatten Attu, Aqisserniaq, Ikerasak und Saattut zusammen 165 Einwohner. 1915 hatte der Ort 72 Einwohner, von denen drei Dänen waren. In Attu gab es elf Wohnhäuser und mehrere öffentliche Gebäude. Die Wohnung des Udstedsverwalters war ein Stockwerkbau aus dem Jahr 1864 mit drei Zimmern und Küche. Der Laden wurde 1908 als Fachwerkgebäude mit Holzverkleidung errichtet. Es gab ein Speckhaus aus dem Jahr 1859, eine Böttcherei und ein Packhaus aus dem Jahr 1905, das ein Fachwerkbau mit Torfmauerfassade war. Die Kapelle stammte aus dem Jahr 1868 und war ein Fachwerkbau mit Torfmauerfassade und Dachschindeln, der vermutlich auch als Schule genutzt wurde. Neben zehn Jägern gab es einen Udstedsverwalter, eine Hebamme und einen Oberkatechet.
Zwischen 1927 und 1932 wurden eine neue Schulkapelle, ein Laden mit Lager, eine Salzerei und vier kleine Fischhäuser gebaut. 1950 hatte Attu 50 Einwohner, 1960 schon 101 und bis 1970 war die Einwohnerzahl auf 337 Personen gestiegen. 1950 wurde eine Telestation errichtet. Daneben gab es eine Werkstatt, eine Feuerwehrstation und eine Krankenstation und eine Hebammenwohnung mit Krankenbetten. 1959 wurden ein neuer Laden und eine kleine Hafenanlage gebaut. 1968 wurde eine Schule errichtet.
Attu war als Udsted eine eigene Gemeinde im Kolonialdistrikt Egedesminde. Ihr gehörten 1918 noch die Wohnplätze Ikerasak und Aqisserniaq an. Die Gemeinde gehörte zum 1. Landesratswahlkreis Nordgrönlands. Attu gehörte zur Kirchengemeinde Aasiaat und war Sitz des südlichsten Oberkatechetendistrikts der Kirchengemeinde. 1950 fiel Attu an die Gemeinde Kangaatsiaq.

## Wirtschaft
In Attu existiert eine Fischfabrik, in der vor allem Seehasen verarbeitet werden. Zudem wird Wal- und Vogeljagd betrieben. Andere Arbeitsbereiche sind beispielsweise in der Schule oder in der Dienstleistungsbranche.

## Infrastruktur und Versorgung
Der Hafen von Attu befindet sich an der Nordküste. Er ist aufgrund der hochseenahen Lage von Februar bis Dezember, also fast durchgängig, erreichbar. Zudem existiert ein Heliport beispielsweise für die Versorgung im Winter. Von dort aus organisiert Air Greenland Flüge nach Kangaatsiaq und Aasiaat, wohin im Sommer Disko Line den Verkehr führt. Es existieren nur wenige unbefestigte geröllige Wege.
Die Stromversorgung ist durch ein Kraftwerk gesichert und die Wasserversorgung erfolgt durch Pipelines. Abfall und Abwasser gelangen auf die Müllhalde, viele leiten ihr Abwasser jedoch auch auf den Berg. Eine Müllverbrennungsanlage existiert, funktioniert aber nicht. Die Telekommunikation ist gesichert durch TELE Greenland.

## Bebauung
Im Ort gibt es eine Pilersuisoq-Filiale, die die Bewohner mit Waren versorgt. Zudem existieren ein Bürgerbüro, eine Krankenstation, ein Dienstleistungsgebäude, eine 1974 eingeweihte Kirche, ein Kindergarten mit einer Kapazität für zwölf Kinder und eine Schule mit fünfzig Schülern, die auch für andere Aktivitäten im Dorf genutzt wird, inklusive Sportplatz und ein Dorftreffpunkt.

## Sport
Attu ist Heimatort des 1985 gegründeten Fußballvereins Arfeĸ-85 Attu, der 1991 und 2002 an der Grönländischen Fußballmeisterschaft teilnahm.

## Söhne und Töchter
- Jakob Rasmussen (1871–1924), Landesrat
- Gerth Geisler (1882–1934), Handelsverwalter und Landesrat
- Paneeraq Siegstad Munk (* 1977), Bischöfin

## Bevölkerungsentwicklung
Attu war 1977 noch das sechstgrößte Dorf Grönlands. Seither ist die Einwohnerzahl jedoch um fast die Hälfte zurückgegangen.